# 190. jadralni pehotni polk (ZDA)
Za druge 190. polke glej 190. polk.
190. jadralni pehotni polk (izvirno angleško 190th Glider Infantry Regiment; kratica 190. GIR) je bila zračnopristajalna enota Kopenske vojske Združenih držav Amerike.

## Zgodovina
Polk je bil ustanovljen 13. avgusta 1943 v Fort Braggu in dodeljen 13. zračnoprevozni diviziji; razpuščen je bil 4. decembra istega leta.